# Síň slávy Grammy
Síň slávy Grammy (anglicky Grammy Hall of Fame) je speciální kategorie cen Grammy udělovaná od roku 1973. Bylo sem uvedeno více než 900 alb nebo singlů z různých žánrů, od jazzových (John Coltrane), přes punková (The Clash) a rocková (The Mothers of Invention, The Beatles) po klasickou hudbu (Artur Schnabel).